# Women in Film Crystal + Lucy Awards
Apresentados pela primeira vez em 1977, os prêmios Women in Film Crystal + Lucy Awards são entregues para homenagear mulheres nas comunicações e mídia. Os prêmios incluem o Crystal Award, o Lucy Award, o Dorothy Arzner Directors Award, o MaxMara Face of the Future Award e o Kodak Vision Award. Os últimos prêmios foram entregues em 16 de junho de 2001 para as atrizes Annette Bening e Katie Holmes, o diretor Pamela Fryman e o cineasta Reed Morano.